# KATNBL1
KATNBL1 (англ. Katanin regulatory subunit B1 like 1) – білок, який кодується однойменним геном, розташованим у людей на короткому плечі 15-ї хромосоми. Довжина поліпептидного ланцюга білка становить 304 амінокислот, а молекулярна маса — 34 767.
| 10         |  | 20         |  | 30         |  | 40         |  | 50         |
| ---------- |  | ---------- |  | ---------- |  | ---------- |  | ---------- |
| MASETHNVKK |  | RNFCNKIEDH |  | FIDLPRKKIS |  | NFTNKNMKEV |  | KKSPKQLAAY |
| INRTVGQTVK |  | SPDKLRKVIY |  | RRKKVHHPFP |  | NPCYRKKQSP |  | GSGGCDMANK |
| ENELACAGHL |  | PEKLHHDSRT |  | YLVNSSDSGS |  | SQTESPSSKY |  | SGFFSEVSQD |
| HETMAQVLFS |  | RNMRLNVALT |  | FWRKRSISEL |  | VAYLLRIEDL |  | GVVVDCLPVL |
| TNCLQEEKQY |  | ISLGCCVDLL |  | PLVKSLLKSK |  | FEEYVIVGLN |  | WLQAVIKRWW |
| SELSSKTEII |  | NDGNIQILKQ |  | QLSGLWEQEN |  | HLTLVPGYTG |  | NIAKDVDAYL |
| LQLH       |  |            |  |            |  |            |  |            |

A: Аланін

C: Цистеїн

D: Аспарагінова кислота

E: Глутамінова кислота

F: Фенілаланін

G: Гліцин

H: Гістидин

I: Ізолейцин

K: Лізин

L: Лейцин

M: Метіонін

N: Аспарагін

P: Пролін

Q: Глутамін

R: Аргінін

S: Серин

T: Треонін

V: Валін

W: Триптофан

Кодований геном білок за функцією належить до фосфопротеїнів. 